# Bandiera del Tagikistan
La bandiera del Tagikistan è stata adottata il 24 novembre 1992. È composta da un tricolore a bande orizzontali in rosso-bianco-verde (dall'alto in basso). La banda bianca è leggermente più larga delle altre due e reca al centro una corona sormontata da sette stelle a cinque punte disposte a semicerchio.

## Bandiere storiche

Bandiera della Repubblica Socialista Sovietica Autonoma del Turkestan (1919-1924)
Prima bandiera della RSSA Tagika, parte della RSS Uzbeka (1929)
Seconda bandiera della RSSA Tagika, parte della RSS Uzbeka (1929-1931)
Prima bandiera della RSS Tagika (1931-1935)
Seconda bandiera della RSS Tagika (1935-1936)
Terza bandiera della RSS Tagika (1936-1938)
Quarta bandiera della RSS Tagika (1938-1940)
Quinta bandiera della RSS Tagika (1940-1953)
Bandiera della Repubblica Socialista Sovietica Tagika (1953-1991)
Bandiera tagika di transizione dopo lo scioglimento dell'URSS (1991-1992)